# Hans Flückiger
Hans Flückiger (nascido em 12 de janeiro de 1926) é um ex-ciclista suíço. Flückiger competiu nos Jogos Olímpicos de Verão de 1948 em Londres, onde terminou em quarto lugar na prova de 1 km contrarrelógio (pista).